# Embelia floribunda
Embelia floribunda là một loài thực vật có hoa trong họ Anh thảo. Loài này được Wall. mô tả khoa học đầu tiên năm 1824.